# Amhàric
L'amhàric és la llengua oficial d'Etiòpia, parlada per entre 21 i 28 milions de persones. És un idioma semític que s'escriu amb un sil·labari propi. Es troben documents escrits en amhàric des del segle xiv.
Una peculiaritat gramatical n'és com marca el gènere: a banda del sufix específic, hi ha convencions culturals lligades al costum i la mida, de manera que una mateixa paraula pot ser masculina o femenina en funció del context. Les frases tendeixen a tenir el verb al final. Actualment molts seguidors rastafaris aprenen aquest idioma perquè creuen que és sagrat.

## Esbós gramatical de l'amhàric

### Fonologia

#### Vocalisme

Les vocals de l'amhàric en un triangle vocàlic

L'amhàric presenta set fonemes vocàlics recollits en aquesta taula i que en la tradició autòctona s'ordenen: ä, u, i, a, e, ə, o.
|         | Anterior | Central | Posterior |
| ------- | -------- | ------- | --------- |
| Baixa   | i        | ɨ / ï   | u         |
| Mitjana | e        | ə / ä   | o         |
| Alta    |          | ɑ       |           |

#### Consonants
|                  |                      | Bilabial | Dental  | Palatal | Velar  | Glotal |
| ---------------- | -------------------- | -------- | ------- | ------- | ------ | ------ |
| Nasal            | Nasal                | m        | n       | ɲ (ñ)   |        |        |
| Oclusiva         | sordes               | p        | t       |         | k      | ʔ (ʾ)  |
| Oclusiva         | sonores              | b        | d       |         | ɡ      |        |
| Oclusiva         | Consonant ejectiva   | pʼ (p̣)   | tʼ (ṭ)  |         | kʼ (q) |        |
| Africada         | sorda                |          |         | tʃ (č)  |        |        |
| Africada         | sonora               |          |         | dʒ (ǧ)  |        |        |
| Africada         | Consonants ejectives |          | tsʼ (ṣ) | tʃʼ (č̣) |        |        |
| Fricativa        | sorda                | f        | s       | ʃ (š)   |        | h      |
| Fricativa        | sonora               | v*       | z       | ʒ (ž)   |        |        |
| Aproximant       | Aproximant           |          | l       | j (y)   | w      |        |
| Consonant ròtica | Consonant ròtica     |          | r       |         |        |        |

Les consonants ejectives de l'amhàric corresponen a les consonants emfàtiques del protosemític. Les consonants i vocals es mostren entre parèntesis quan difereixen dels símbols estàndards de l'alfabet fonètic internacional.

## Sistemes d'escriptura

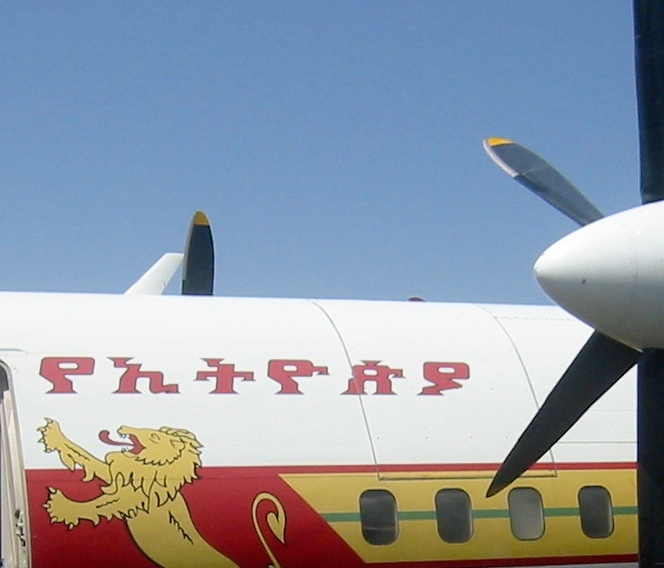
En aquesta aeronau Fokker 50 d'Ethiopian Airlines hi ha escriptura en amhàric: የኢትዮጵያ ye-Ītyōṗṗyā

L'escriptura amhàrica és un abugida i els gràfics del sistema d'escriptura amhàrica s'anomena fidel. Cada caràcter representa una seqüència de consonant+vocal, però el caràcter bàsic de cada caràcter està determinat per la consonant, que és modificada per la vocal. Alguns fonemes consonàntics s'escriuen en més d'una sèrie de caràcters: ʔ, s, sʼ, i h (l'última té quatre lletres diferents). Això es deu al fet que aquest "fidel" originàriament representava diferents sons, però n'hi hagué canvis fonològics. La manera de citació per a cadascuna de les sèries és la consonant+ä, per exemple, la primera columna del fidel. El GF Zemen Unicodi és una de les fonts de l'etíop que és necessària per a poder utilitzar el fidel en els sistemes informàtics.

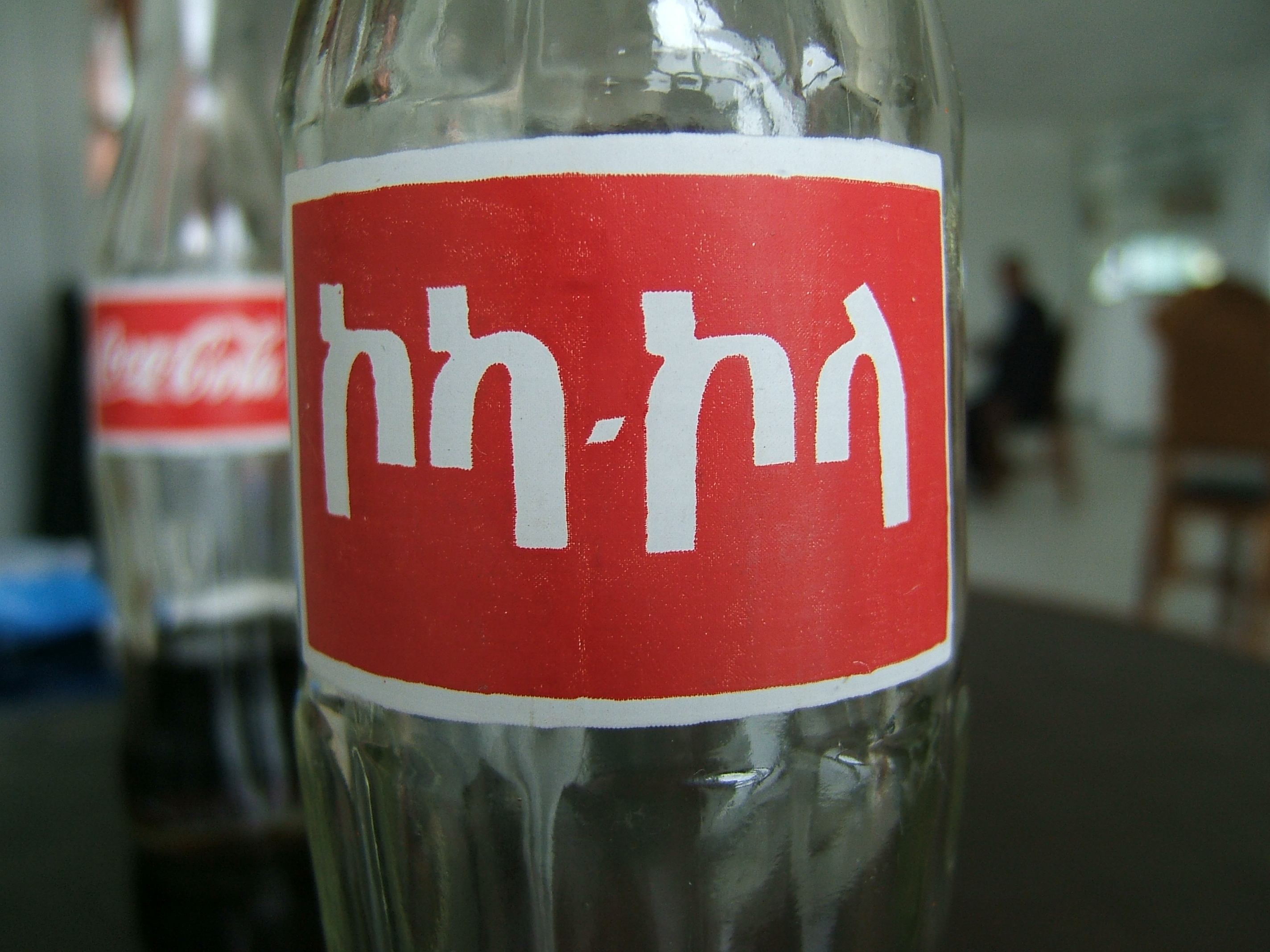
Un ús modern de l'amhàric: una etiqueta de coca-cola. L'escrit posa ኮካ-ኮላ (koka-kola)

### Alfabet
|     | ä [ə] | u | i | a | e | ə [ɨ], ∅ | o | ʷä [ʷə] | ʷi | ʷa | ʷe | ʷə [ʷɨ] |  |
| --- | ----- | - | - | - | - | -------- | - | ------- | -- | -- | -- | ------- |  |
| h   | ሀ     | ሁ | ሂ | ሃ | ሄ | ህ        | ሆ |         |    |    |    |         |  |
| l   | ለ     | ሉ | ሊ | ላ | ሌ | ል        | ሎ |         |    | ሏ  |    |         |  |
| h   | ሐ     | ሑ | ሒ | ሓ | ሔ | ሕ        | ሖ |         |    | ሗ  |    |         |  |
| m   | መ     | ሙ | ሚ | ማ | ሜ | ም        | ሞ |         |    | ሟ  |    |         |  |
| s   | ሠ     | ሡ | ሢ | ሣ | ሤ | ሥ        | ሦ |         |    | ሧ  |    |         |  |
| r   | ረ     | ሩ | ሪ | ራ | ሬ | ር        | ሮ |         |    | ሯ  |    |         |  |
| s   | ሰ     | ሱ | ሲ | ሳ | ሴ | ስ        | ሶ |         |    | ሷ  |    |         |  |
| ʃ   | ሸ     | ሹ | ሺ | ሻ | ሼ | ሽ        | ሾ |         |    | ሿ  |    |         |  |
| q   | ቀ     | ቁ | ቂ | ቃ | ቄ | ቅ        | ቆ | ቈ       | ቊ  | ቋ  | ቌ  | ቍ       |  |
| b   | በ     | ቡ | ቢ | ባ | ቤ | ብ        | ቦ |         |    | ቧ  |    |         |  |
| v   | ቨ     | ቩ | ቪ | ቫ | ቬ | ቭ        | ቮ |         |    | ቯ  |    |         |  |
| t   | ተ     | ቱ | ቲ | ታ | ቴ | ት        | ቶ |         |    | ቷ  |    |         |  |
| tʃ  | ቸ     | ቹ | ቺ | ቻ | ቼ | ች        | ቾ |         |    | ቿ  |    |         |  |
| ħ   | ኀ     | ኁ | ኂ | ኃ | ኄ | ኅ        | ኆ | ኈ       | ኊ  | ኋ  | ኌ  | ኍ       |  |
| n   | ነ     | ኑ | ኒ | ና | ኔ | ን        | ኖ |         |    | ኗ  |    |         |  |
| ɲ   | ኘ     | ኙ | ኚ | ኛ | ኜ | ኝ        | ኞ |         |    | ኟ  |    |         |  |
| ʔ   | አ     | ኡ | ኢ | ኣ | ኤ | እ        | ኦ |         |    | ኧ  |    |         |  |
| k   | ከ     | ኩ | ኪ | ካ | ኬ | ክ        | ኮ | ኰ       | ኲ  | ኳ  | ኴ  | ኵ       |  |
| x   | ኸ     | ኹ | ኺ | ኻ | ኼ | ኽ        | ኾ |         |    |    |    |         |  |
| w   | ወ     | ዉ | ዊ | ዋ | ዌ | ው        | ዎ |         |    |    |    |         |  |
| ʔ   | ዐ     | ዑ | ዒ | ዓ | ዔ | ዕ        | ዖ |         |    |    |    |         |  |
| z   | ዘ     | ዙ | ዚ | ዛ | ዜ | ዝ        | ዞ |         |    | ዟ  |    |         |  |
| ʒ   | ዠ     | ዡ | ዢ | ዣ | ዤ | ዥ        | ዦ |         |    | ዧ  |    |         |  |
| j   | የ     | ዩ | ዪ | ያ | ዬ | ይ        | ዮ |         |    |    |    |         |  |
| d   | ደ     | ዱ | ዲ | ዳ | ዴ | ድ        | ዶ |         |    | ዷ  |    |         |  |
| dʒ  | ጀ     | ጁ | ጂ | ጃ | ጄ | ጅ        | ጆ |         |    | ጇ  |    |         |  |
| g   | ገ     | ጉ | ጊ | ጋ | ጌ | ግ        | ጎ | ጐ       | ጒ  | ጓ  | ጔ  | ጕ       |  |
| t'  | ጠ     | ጡ | ጢ | ጣ | ጤ | ጥ        | ጦ |         |    | ጧ  |    |         |  |
| tʃ' | ጨ     | ጩ | ጪ | ጫ | ጬ | ጭ        | ጮ |         |    | ጯ  |    |         |  |
| p'  | ጰ     | ጱ | ጲ | ጳ | ጴ | ጵ        | ጶ |         |    | ጷ  |    |         |  |
| ts' | ጸ     | ጹ | ጺ | ጻ | ጼ | ጽ        | ጾ |         |    | ጿ  |    |         |  |
| ts' | ፀ     | ፁ | ፂ | ፃ | ፄ | ፅ        | ፆ |         |    |    |    |         |  |
| f   | ፈ     | ፉ | ፊ | ፋ | ፌ | ፍ        | ፎ |         |    | ፏ  |    |         |  |
| p   | ፐ     | ፑ | ፒ | ፓ | ፔ | ፕ        | ፖ |         |    | ፗ  |    |         |  |
|     | ä [ə] | u | i | a | e | ə [ɨ], ∅ | o | ʷä [ʷə] | ʷi | ʷa | ʷe | ʷə [ʷɨ] |  |

### Geminació
Com en la majoria de les altres llengües semítiques etiòpiques, la geminació és contrastiva en l'amhàric. Això significa que la longitud de la consonant pot distingir paraules, per exempre alä (ell va dir), allä (hi ha); yǝmätall (ell colpeja), yǝmmättall (ell és colpejat). La geminació no està indicada en l'ortografia amhàrica, però els lectors de l'amhàric no ho troben un problema. Aquesta propietat del sistema d'escriptura és anàloga a la de les vocals de l'àrab i de l'hebreu o dels tons de moltes llengües bantus que tampoc són indicats en l'escriptura. El novel·lista etíop Haddis Alemayehu, promotor de la reforma ortogràfica de l'amhàric, va indicar la geminació en la seva novel·la Fǝqǝr Ǝskä Mäqabǝr col·locant un punt al damunt dels caràcters en què les consonants eren geminades, tot i que aquesta pràctica no és habitual.

### Signes de puntuació
L'amhàric té aquests símbols de puntuació:
። — punt (període).

፣ — coma.

፤ — punt i coma.

፥ — dos punts.
፡ — separador de paraules, que s'utilitzà antigament.

፦ — Prefaci de dos punts (introdueix el discurs d'un prefix descriptiu).

፧ — signe d'interrogació, que no s'utilitza gaire.

፨ (de vegades té la forma de ※) — separador de paràgrafs.

## Gramàtica

### Sentències simples en amhàric
Es poden construir frases simples utilitzant un subjecte i un predicat. A continuació hi ha uns exemples de frases simples:
ʾItyop̣p̣ya ʾAfriqa wǝsṭ nat
(lit., Etiòpia: Àfrica està a dins)
'Etiòpia és a Àfrica.'
Lǝǧu täññǝtʷall.
(lit., el noi està adormit)
u és un article definit. Lǝǧ és 'noi'. Lǝǧu és 'el noi'
'El noi està adormit.'
Ayyäru däss yǝlall
(lit., fa bon temps)
'Fa bon temps.'
Ǝssu wädä kätäma mäṭṭa.
(lit., ell cap a la ciutat ve)
'Ell ve a la ciutat.'

### Pronoms

#### Pronoms personals
En la majoria de les llengües hi ha un petit nombre de distincions bàsiques de la persona, el nombre i freqüència de gènere que tenen un paper dins de la seva gramàtica. Veiem aquestes distincions dins del conjunt bàsic dels pronoms personals independents, com per exemple, el jo en amhàric és እኔ ǝne; l'ella, és  እሷ ǝsswa. En amhàric, igual que en les altres llengües semítiques, apareixen les mateixes distincions en tres espais en la gramàtica de les llengües.

#### Acord subjecte-verb
Tots els verbs de l'amhàric estan relacionats amb els seus subjectes; és a dir, la persona, el nombre i (la segona i la tercera persona del plural) el gènere del subjecte del verb són marcats pels sufixos i prefixos del verb. Els afixos que indiquen la concordança entre el subjecte varien molt segons el temps/aspecte/estat concret del verb. Aquests afixos normalment no es consideren pronoms i s'expliquen en la secció de la conjugació verbal.

#### Sufixos de pronoms d'objecte
Els verbs amhàrics sovint tenen una morfologia addicional que indica la persona, el nombre i (la segona i tercera persona del singular) el gènere de l'objecte del verb.
| አልማዝን                   | አየኋት                     |
| almazǝn                 | ayyähʷ-at                |
| Almaz-ACC               | Jo vaig verure-la a ella |
| 'Jo vaig veure a Almaz' |                          |
Mentre que morfemes com -at d'aquest exemple alguns són descrits com que assenyalen la concordança amb l'objecte, anàleg a la concordança amb el subjecte, aquests més sovint són vistos com a sufixos del pronom de l'objecte perquè, a diferència de la concordança dels marcadors del subjecte, no varien de manera significativa segons el temps/aspecte/mode del verb. Per a arguments del verb no relacionats amb el subjecte o objecte, hi ha dos conjunts separats de sufixos, un amb un significatiu benefectiu (a, per) i un altre amb un significatiu adversatiu o locatiu (contra, en detriment de, sobre, a).
| ለአልማዝ                         | በሩን           | ከፈትኩላት              |
| läʾalmaz                      | bärrun        | käffätku-llat       |
| per-Almaz                     | porta-DEF-ACC | Jo-he obert-per-her |
| 'Vaig obrir la porta a Almaz' |               |                     |
| በአልማዝ                                             | በሩን          | ዘጋሁባት            |
| bäʾalmaz                                          | bärrun       | zäggahu-bbat     |
| a-Almaz                                           | door-DEF-ACC | Jo-tancat-a ella |
| 'Vaig tancar la porta a Almaz (en detriment seu)' |              |                  |
Els morfemes com -llat i -bbat d'aquests exemples es podrien referir en aquest article com a sufixos del pronom de l'objecte preposicional degut a la seva correspondència amb les frases preposicionals com per ella i a ella (on her) per a distingir-los dels sufixos de pronoms de l'objecte directe com a ella (at her).

#### Sufixos possessius
L'amhàric té una sèrie de morfemes que tenen sufixos en els noms que assenyalen la possessió: ቤት bet (casa), ቤቴ bete (la meva casa), ቤቷ; betwa (la seva casa, d'ella).
En cadascun d'aquests quatre aspectes de la gramàtica, els pronoms independents, la concordança entre el subjecte i el verb, els sufixos dels pronoms objecte i els sufixos possessius, en l'amhàric s'hi distingeixen 8 combinacions de persona, nombre i gènere. Per a la primera persona, hi ha dues vies diferents entre el singular (jo) i el plural (nosaltres), mentre que per a la segona i la tercera persona hi ha una distinció entre el plural i el singular, a més a més d'una distinció entre masculí i femení en el singular (tu masc. sg., tu fem. sg., vosaltres pl., ell, ella, ells).